# سوپر-اپ
سوپر-اپ (انگلیسی: Super-app) یک نرم‌افزار برای موبایل است که خدمات متعددی از جمله پردازشگر پرداخت و پردازش تراکنش مالی را ارائه می‌دهد و به‌طور مؤثر به یک پلت فرم تجارت و ارتباطات آنلاین فراگیر تبدیل می‌شود که بسیاری از جنبه‌های زندگی شخصی و تجاری را در بر می‌گیرد.
نرم‌افزار فیس‌بوک به‌طور گسترده‌ای به عنوان یک سوپر-اپ در حال توسعه گزارش شده‌است.
سوپر اپ تمام نیازهای کاربران را متمرکز و یکجا پاسخ می‌دهد. چنین اپلیکیشنی سرویس‌های متعددی از شبکه‌های اجتماعی گرفته تا تجارت الکترونیک و تحویل غذا را در خود جای می‌دهد.
برخی می‌گویند، نمی‌توان سوپر اپ را یک اپلیکیشن ساده دانست بلکه بیشتر می‌توان گفت سوپر اپ، «سیستم عاملی برای گوشی‌های هوشمند» است.
وی‌چت چینی و گوجک اندونزیایی از معروف‌ترین و موفق‌ترین نمونه‌های سوپر اپلیکیشن در جهان هستند. سوپر اپ‌ها معمولاً شرقی هستند و خاستگاه آنها جوامع در حال توسعه است. گفته می‌شود، سوپر اپلیکیشن‌ها در جوامعی بیشترین اقبال را پیدا می‌کنند که افراد اولین‌بار اینترنت را با گوشی هوشمند و نه دسکتاپ تجربه کرده باشند و اکوسیستم اپلیکیشن‌ها هنوز به تناسب با نیازهای محلی رشد نکرده باشد.

## تاریخچه
واژه سوپر اپ برای اولین بار توسط مایک لازاریدیس، بنیانگذار بلک‌بری در سال ۲۰۱۰ به کار برده شد. او این واژه را «یک اکوسیستم بسته» متشکل از تعداد زیادی اپلیکیشن تعریف کرد که افراد به خاطر تجربه بی‌نقص، یکپارچه، کارآمد و متناسب با نیازهای کاربر، که توسط این اکوسیستم ایجاد می‌شود، هر روز از آن استفاده می‌کنند.
اما، همه‌گیر شدن استفاده از واژه سوپر اپ بین عامه مردم را باید مرهون پیدایش و موفقیت وی‌چت، گوجک و گرب (Grab به انگلیسی) در شرق آسیا دانست. این واژه در سال ۲۰۱۵ و با افزایش محبوبیت وی چت وارد ادبیات اکوسیستم فناوری دنیا شد.

## فرصت‌ها
سوپر اپ‌ها به عنوان بستری برای سایر کسب و کارهای دیجیتال، که خدمات مختلف به کاربر ارائه می‌دهند، عمل می‌کنند و پایگاه کاربر (User base) مورد نیاز را در اختیار آنها می‌گذارند. این امر، فرصتی طلایی برای رونق اقتصاد دیجیتال خصوصاً در جوامع در حال توسعه فراهم می‌آورد. از مزایای سوپر اپ‌ها می‌توان به موارد زیر اشاره کرد:
- خلق یک تجربه متمرکز که در آن، همه نیازهای فرد در یک اپلیکیشن پاسخ داده می‌شود
- صرفه‌جویی در حافظه و جلوگیری از اشغال بی‌مورد فضای تلفن همراه
- دسترسی آسان به سرویس‌های مختلف زیر یک چتر واحد
- توانمندسازی بازار و پتانسیل‌های بی‌نظیر برای رشد اقتصادی

## نمونه‌های جهانی

### وی‌چت
وی‌چت سوپر اپلیکیشن چینی است که «اپلیکیشنی برای همه چیزِ چین» توصیف می‌شود. وی‌چت در سال ۲۰۱۱ ایجاد شده و سرویس‌هایی چون پیامرسان، شبکه اجتماعی، خدمات پرداخت موبایلی و… ارائه می‌دهد. وی چت در سال ۲۰۱۸ با بیش از یک میلیارد کاربر فعال در ماه، بزرگترین اپلیکیشن منفرد دنیا لقب گرفت و تا فصل سوم ۲۰۲۰، بیش از ۱٫۲ میلیارد کاربر در سطح دنیا داشت.

### گوجک
گوجک، سوپر اپلیکیشن اندونزیایی است که از سال ۲۰۱۵ آغاز به کار کرده‌است. گوجک اولین تک شاخ اندونزیایی است. این سوپر اپ در کشورهای اندونزی، ویتنام، تایلند و سنگاپور فعالیت دارد
و تعداد کاربران آن تا سال ۲۰۲۰ به ۱۷۰ میلیون نفر رسیده‌است. گوجک سرویس‌هایی چون GoFood, GoPay ,GoCar و… را در خود جای داده‌است.

### واتس‌اپ
شواهدی وجود دارد که نشان می‌دهد، فیسبوک در حال تبدیل واتس‌اپ به سوپر اپ بعدی در بازارهای شرقی به ویژه در هند است. واتس‌اپ در حال حاضر امکاناتی در هند ارائه می‌دهد که مشابه امکانات سوپر اپ‌ها است. بی‌شک، بزرگترین بازار واتس‌اپ در دنیا، کشور هند است. واتس‌اپ در هند تا ژوئیه ۲۰۱۹، ۴۰۰ میلیون کاربر فعال ماهانه داشت که معادل ۳۰ درصد جمعیت و ۷۰ درصد از ۵۶۰ میلیون کاربر اینترنت هندی بود.